# Eduard de Woodstock
Eduard de Woodstock, conegut com a el Príncep Negre (Woodstock (prop d'Oxford), 15 de juny de 1330 - Westminster, 1376), príncep de Gal·les, comte de Chester, duc de Cornualla i príncep d'Aquitània, era el fill gran d'Eduard III d'Anglaterra i de Felipa d'Hainaut.
Va morir abans que el seu pare, deixant l’estatus d’hereu al tron anglès al seu fill, Ricard II. Tot i això, Eduard Woodstock va ser considerat com a un dels líders anglesos més exitosos durant la Guerra dels Cent Anys, esdevenint en el que per a moltes persones en l’època era el model ideal de com havia de ser un cavaller.

## Orígens
El príncep Eduard va néixer el 15 de juny de 1330 en el palau de Woodstock, a Oxfordshire, sent el primer primogènit del rei Eduard III d’Anglaterra i la seva muller Felipa d'Hainaut. Fou nomenat comte de Chester el 18 de maig de 1333, duc de Cornualla el 17 de març de 1337 (el primer a portar aquest títol) i finalment nomenat príncep de Gal·les el 12 de maig de 1343 quan tenia 12 anys. Els seus preceptors van ser Walter Burley i el cavaller d'Hainaut Walter Mauny. Als vuit anys mentre el seu pare marxa a Flandes per tal de contreure aliances contra França, és designat "guardià del regne". Va ser instruït per Eduard III, no negligint ni la seva educació ni la seva instrucció de príncep, fent-lo cavaller el 12 de juliol de 1345.
A causa de les campanyes militars del seu pare, Eduard III, el príncep Eduard va servir com a regent simbòlic durant certs períodes entre els anys 1339, 1340 i 1342. Va ser durant aquesta època en la qual el príncep va assistir a totes les reunions del consell i va realitzar les negociacions amb el papat respecte a la guerra en 1337. A més, va exercir el càrrec de sheriff de Cornualla en 1340-1341, 1343, 1358 i 1360-1374.
Eduard es va criar amb la seva cosina Joana, 4a Comtessa de Kent. Va obtenir el permís pel matrimoni per part del papa Innocenci VI, seguint els passos dels seus pares, que eren cosins. Es va casar amb Joana el 10 d’octubre de 1361 en el castell de Windsor. El matrimoni va causar controvèrsia per l’enrevessada història marital de Joana i l’oportunitat perduda de poder formar una aliança amb una potència estrangera.
Fou nomenat príncep d’Aquitània per Eduard III, actuant com a representant del monarca anglès en el territori situat al sud de l’actual França. Junt amb Joana, van establir una cort i van donar asil a reis exiliats, com és el cas de Jaume IV de Mallorca i Pere I de Castella.
El seu sobrenom seria degut al color de la seva armadura, però no era utilitzat pels seus contemporanis. No apareix fins al 1568 a Chronicle of England de Richard Grafton. En vida, se l'anomenava simplement el «príncep», el príncep de Gal·les, i entre 1362 i 1372 el príncep d'Aquitània. També se'l coneixia pel seu lloc de naixement: Eduard de Woodstock.

## La Guerra dels Cent Anys
Ja acostumat als torneigs, desembarca l'11 de juliol de 1346 a la Haia, destrossa Normandia al costat del seu pare i coneix la seva primera gran batalla a Crécy el 1346, on assumeix el comandament de l'ala dreta de l'exèrcit anglès amb l'ajuda del també jove comte de Warwick. Una crònica de l'època diu que el jove Príncep va estar a punt de perdre la vida aquell dia: desarmat per un cavaller francès, és el seu porta estendard que hauria tingut la presència d'esperit d'amagar-lo sota la bandera amb el drac vermell del príncep de Gal·les i qui hauria rebutjat nombrosos atacants. Aquella nit, hauria manat l'execució de tots els soldats francesos ferits i incapaços de pagar el rescat, i al matí, es produí una massacre encara més gran quan les milícies urbanes franceses van venir com a reforç però ja massa tard.

## Primera guerra civil castellana
Enric de Trastàmara amb l'ajut de Carles V de França, la reina Joana de Borbó, Pere el Cerimoniós i nobles castellans contraris a Pere va envair el territori castellà sent proclamat rei a Calahorra el 1366, ocupant en poc temps la totalitat del Regne de Castella.
Pere el Cruel, necessità l'ajuda d'Eduard de Woodstock, governador anglès d'Aquitània, negociant els acords en el tractat de Libourne el 1366 i junts van penetrar a la península amb tropes angleses, derrotant Enric II de Castella a la batalla de Nàjera el 1367, on agafà una malaltia que l'acompanyà els darrers anys de vida. Tot i la brutal repressió contra els partidaris d'Enric, aquest aconseguí recobrar forces i va assetjar Toledo el 1368 i derrotar Pere I a la batalla de Montiel el 1369, qui finalment mor en una baralla durant les converses de pau.

## Malaltia
Eduard de Woodstock semblava gaudir de bona salut fins a l’any 1366. La seva condició va començar a deteriorar-se durant la seva campanya en terres espanyoles lluitant en el bàndol de Pere el Cruel en la guerra civil castellana. Durant aquesta expedició l’exèrcit va patir greus baixes a causa de la disenteria, provocant la mort d’un de cada cinc anglesos. La malaltia que va contraure Eduard de Woodstock en aquesta campanya el va afectar durant la resta de la seva vida fins a la seva mort, l’any 1376. Es creu que va contraure disenteria amèbica, tot i que hi ha gent en contra d’aquesta creença, ja que consideren que si aquest hagués estat el cas, llavors el príncep no hauria pogut lluitar contra la malaltia durant deu anys. Altres diagnòstics possibles són l’edema, nefritis, cirrosis o una combinació de totes aquestes malalties. La seva salut deteriorada va impedir al príncep continuar les seves activitats en els camps de batalla, amb l’excepció de l’any 1370, moment en el qual va haver d’abandonar el seu repòs  i reunir un exèrcit per defensar Aquitània contra Carles V de França.
En 1371 la salut del príncep va empitjorar fins al punt que els seus metges li recomanessin tornar a Anglaterra. Després del seu retorn a les illes britàniques, la salut del príncep va millorar gràcies a la dieta i el descans al qual l’havien sotmès. Va intentar tornar a França acompanyant al rei Eduard III en 1372, però els vents contraris van evitar que els anglesos arribessin a la costa francesa. A partir d’aquest moment, la salut d’Eduard de Woodstock només empitjoraria amb el pas del temps fins a la seva mort en 1376 a l’edat de 45 anys.

## Mort

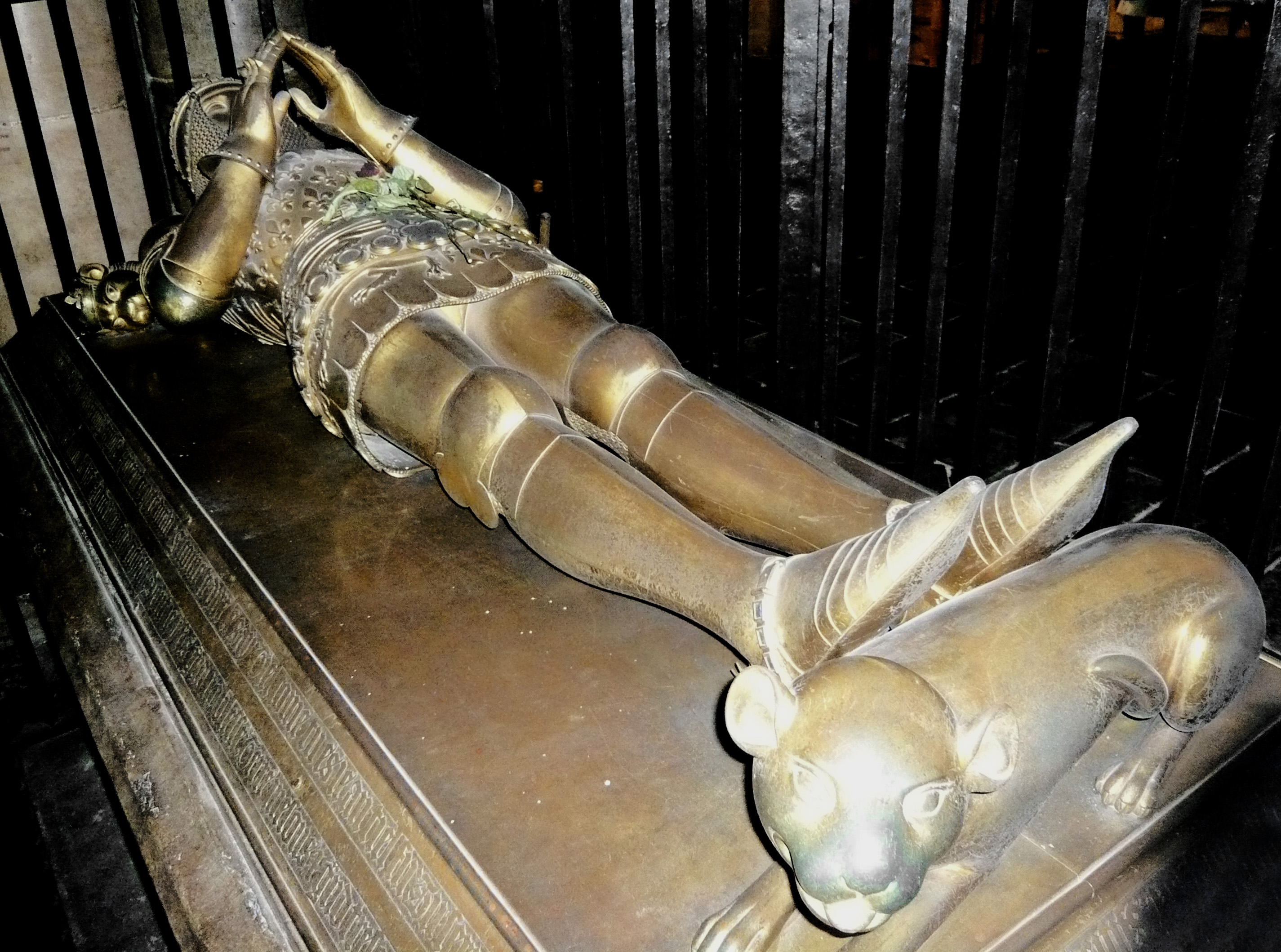
Tomba d'Eduard de Woodstock

Eduard de Woodstock va morir en el palau de Westminster el 8 de juny de 1376, a l’edat de 45 anys. Va demanar ser enterrat en la cripta de la catedral de Canterbury, no tan a prop del santuari. En aquell indret es va preparar una capella per a ell i la seva muller Joana, comtessa de Kent. Actualment, la capella conté la representació del seu rostre i dels escuts familiars, tan seu com el de la seva muller. Tot i això, un cop mort, el seu desig va ser ignorat i va ser enterrat en la part sud del santuari de Thomas Becket, rere el cor de l’església. La seva tomba està formada per una efígie de bronze sota una pintura sobre taula representant la Santíssima Trinitat, juntament amb els seus assoliments heràldics penjant sobre la pintura. Aquesta última va ser restaurada l’any 2006.

## Gran estrateg
Eduard va viure en un segle de decadència per a l’ideal de la cavalleria. D’una banda, després de capturar a Joan el Bo, rei de França, i Felip l’Atrevit, el seu fill menor, en la batalla de Poitiers, els va tractar amb gran respecte, donant fins i tot en un moment donat permís a Joan per tornar a la seva llar. També va permetre que durant uns dies es preparés la batalla de Poitiers, de manera que tots dos bàndols poguessin discutir sobre les estratègies a seguir en la batalla. No obstant això, alguns assenyalen que el príncep guanyava temps amb aquesta tàctica per així poder situar als seus arquers.
D’altra banda, les tendències cavalleresques d’Eduard eren superades de vegades per la seva eficàcia i rapidesa. La predilecció del príncep en dur a terme cavalcades, cremant i saquejant les ciutats i les granges, no coincidia amb les nocions contemporànies de la cavalleria, però resultaven ser tàctiques efectives que permetien al príncep assolir els seus objectius en les campanyes militars, afeblint la unitat i l’economia de França.  
Eduard de Woodstock va aconseguir grans victòries contra els francesos tot i estar habitualment en inferioritat numèrica, gràcies als seus dots tàctics i a l'ús de l'arc llarg anglès, arma que ha resultat ser decisiva en nombroses batalles, com les de Dupplin Moor (10:1), Neville's Cross (1,9:1), Crécy (2:1), Poitiers(2,3:1) o Nájera (1,5:1).

### Batalla de Crécy (1346)
A conseqüència de la incapacitat d'Eduard III d'Anglaterra d'envair França a través de Flandes el 1340, va intentar el 1346 la captura de París per posar fi a la guerra. Després de capturar còmodament el ducat de Normandia i després d'una sèrie de fàcils victòries a Auberoche i Caen, es va decidir a enfrontar en tota regla a l'exèrcit francès.
Els primers a entrar en combat van ser els ballesters francesos. Tot i comptar amb armes temibles, les ballestes només tenien una cadència de foc d’un a dos virots per minut, mentre que un arquer anglès podia arribar a llençar de deu a quinze fletxes en el mateix temps.
Eduard Woodstock, amb setze anys en el moment de la batalla, va veure com el grup que dirigia quedava aïllat durant el transcurs de la batalla. El seu pare, Eduard III d’Anglaterra, es va negar a enviar reforços, afirmant que el príncep havia de guanyar-se els seus esperons de cavaller. Al final, el príncep fou capaç de repel·lir l’atac francès, destacant ja des d’una edat jove d’igual manera que la resta d’oficials i homes de tropa, obtenint una gran victòria en una dràstica inferioritat numèrica. 

### Batalla de Poitiers (1356)

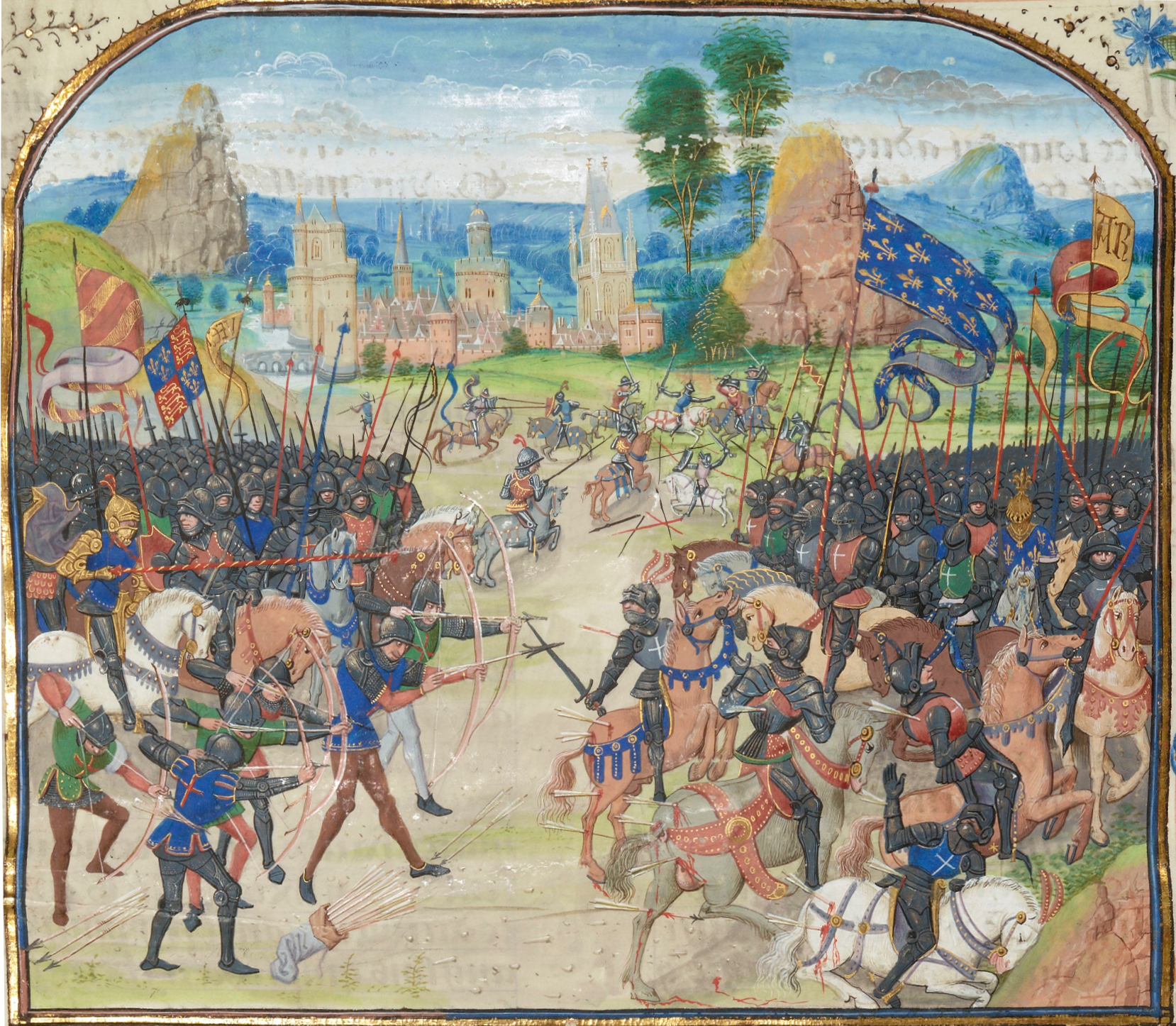
Batalla de Poitiers, de Loyset Liédet

Per la batalla de Poitiers, Eduard Woodstock va dur a terme una gran ràtzia en direcció nord des de la base anglesa d’Occitània per així alleujar als seus aliats lluitant en diferents fronts, a més de saquejar i destruir viles i ones rurals aliades al rei de França. La campanya no va rebre cap mena d’oposició fins a la seva arribada al Loira, a l’altura de Tours. El fracàs en la presa del castell i la destrucció del poble per culpa d’una tempesta va donar temps al rei Joan II de França per poder atrapar a Eduard Woodstock per derrotar-lo en batalla. Per fer això, però, el monarca francès va deixar enrere entre 15.000 i 20.000 soldats d’infanteria per poder atrapar al príncep anglès, fet que va provocar un enfrontament entre dos exèrcits de nombre similar.
Des de l’inici de la batalla els anglesos van simular una retirada pel flanc esquerre. Això va provocar una càrrega per part dels cavallers francesos contra els arquers, els quals van reaccionar disparant contra els atacants, posant especial atenció en els cavalls. L'armadura dels genets era invulnerable a les fletxes angleses, però, l’armadura dels cavalls era feble als costats i al darrere. Els arquers anglesos només van haver de moure la seva posició als costats de la cavalleria per obtenir uns resultats devastadors.
Un cop desfeta la cavalleria, els arquers, que s'havien quedat sense fletxes, van unir-se a la infanteria en batalla. El combat fou intens, però Eduard Woodstock va ser capaç de sorprendre els francesos pels costats i la rereguarda gràcies a una reserva mòbil que mantenia amagada al bosc. Davant aquesta situació d’encerclament, els francesos van intentar fugir, tot i que el monarca francès, Joan II, fou capturat.
Aquesta victòria fou decisiva, no només en l’àmbit militar, ja que al regne de França se li va demanar un rescat equivalent a dues vegades el producte nacional anual per a tenir de nou al seu monarca. El rescat va ser impossible de pagar, resultant  en la mort de Joan II de França mentre aquest encara era presoner dels anglesos.

### Batalla de Nájera (1367)

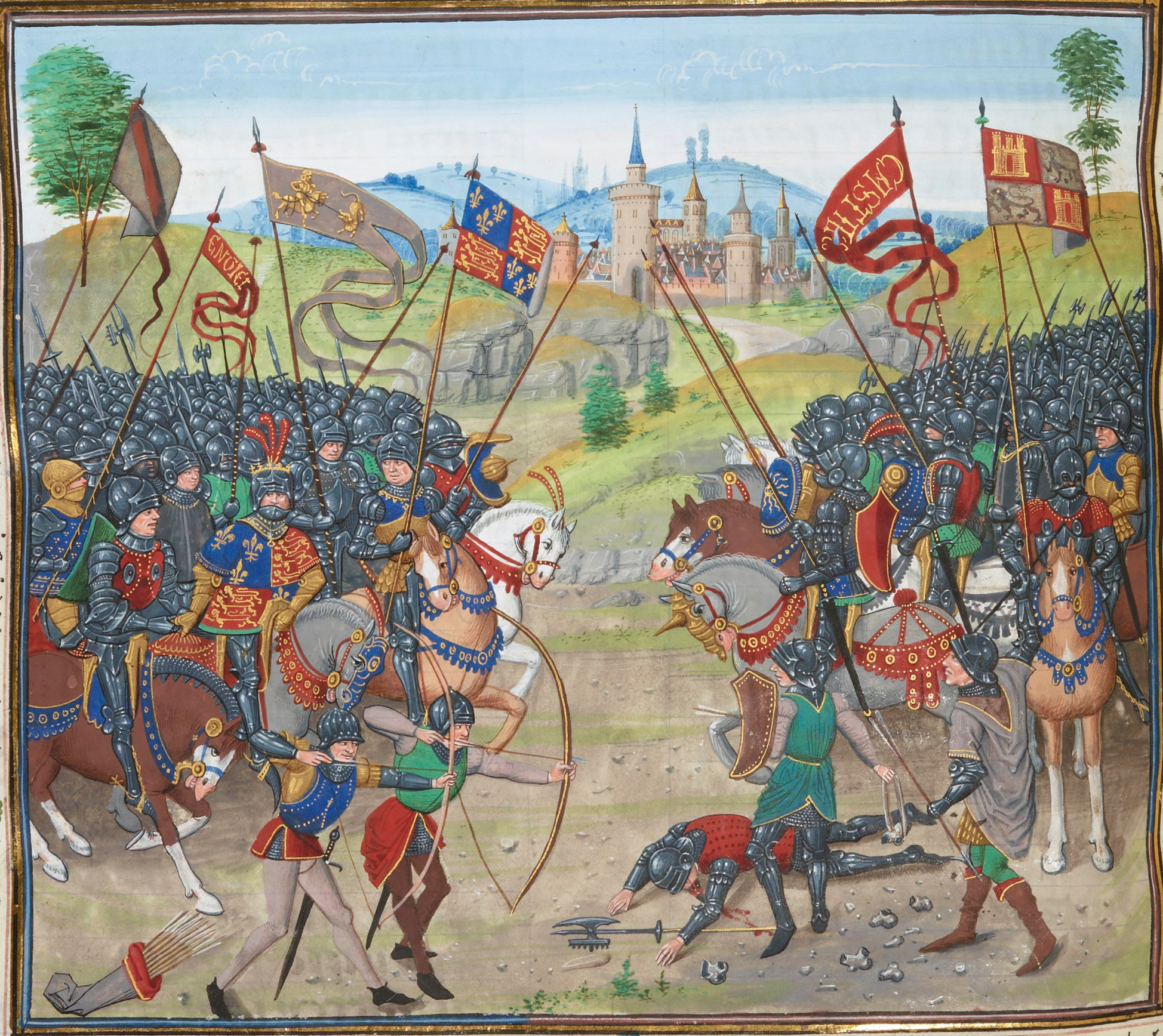
La batalla de Nájera, miniatura de Jean Froissart.

El regne d’Anglaterra i el regne de França, enfrontats en la Guerra dels Cents Anys, van trobar-se en bàndols oposats en la guerra civil castellana. El motiu de la participació dels regnes enfrontats fou el desig de sumar a la corona de Castella com a aliada, ja que l’armada castellana en aquell moment era molt superior a les de França i Anglaterra.
Eduard Woodstock, al capdavant de les forces angleses, va posicionar-se a favor del bàndol de Pere el Cruel, enfrontant-se a l’aspirant al tron castellà, Enric de Trastàmara, ajudat per contingents del regne de França.
A l’inici del combat, Eduard de Woodstock va ordenar a tots els soldats que desmuntessin i enviessin les muntures a la rereguarda i avançar a peu. Veient això, l’exèrcit enemic va enviar a les tropes de la seva avantguarda contra la part central anglesa, rebent com a resposta l’atac dels arquers anglesos, massacrant als ballesters castellans en el procés.
Un cop les avantguardes van iniciar el combat cos a cos, Eduard Woodstock va enviar al gruix del seu exèrcit al combat. La cavalleria lleugera castellana, per contrarestar aquest moviment, va intentar carregar contra els anglesos per fer-los retrocedir i oferir a la cavalleria pesada una oportunitat d’obtenir la victòria. A mesura que els castellans avançaven, els arquers anglesos situats als flancs van obrir foc contra l’enemic, i aquest últim, situat a una distància ideal per l’arc llarg, va fer que les baixes empitjoressin, obligant la retirada.
Amb la cavalleria enemiga controlada, Eduard de Woodstock va fer avançar la seva divisió central per pressionar a l’enemic. Davant el nombre superior de l’exèrcit d’Enric de Trastàmara, els anglesos van esperar que la infanteria enemiga estigués a l’abast per atacar-la un cop més amb fletxes, provocant la fugida dels soldats supervivents.
La batalla de Nájera va demostrar, un cop més, la superioritat dels arquers anglesos contra qualsevol força que se’ls enfrontés. Pere I el Cruel va recuperar el tron de Castella, venjant-se de tots els seus enemics, però es va veure enfrontat amb Eduard de Woodstock, el qual volia cobrar pels seus serveis i l’ajuda militar que havia proporcionat en la Guerra Civil Castellana. Com que no va rebre els diners que li corresponien ni els ports de Biscaia, el príncep anglès va començar a negociar el repartiment del territori castellà entre Anglaterra, Aragó, Navarra i Portugal. Poc després retornaria a les seves ocupacions en Aquitània.        

## Armes i distintiu heràldic

Escut d'armes del príncep de Gal·les

Armes: En quarts, primer i quart en azur semée de flors de lis d’or (Antiga França); segon i tercer de gules, tres lleons daurats (Anglaterra); per sobre, una banda de tres punts de plata. Cresta: Sobre un barret de gules amb volta d’ermini, un lleó alçat amb una etiqueta  de tres pendents de plata. Mantell: gules alineats amb ermini. Com a Príncep de Gal·les, el blasó d’Eduard era el del regne, diferenciat per una etiqueta de tres arracades de plata.  

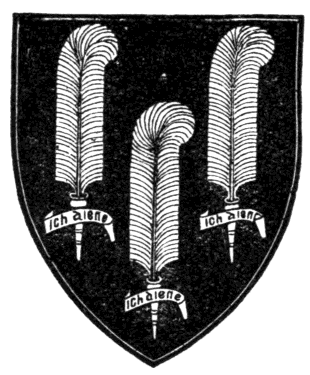
"Escut per a la pau"

Eduard també va utilitzar un emblema alternatiu de Sabre, tres plomes d’estruç en plata, descrit com el seu “escut per la pau” (probablement significava que era l’emblema que feia servir en les justes o tornejos). Aquest escut pot veure’s diverses vegades en la seva tomba, alternant amb les armes reials diferenciades. El seu germà menor, Joan de Gant, va usar un escut similar en el qual les plomes d’estruç eren d’ermini.
L’”escut per a la pau” d’Eduard es creu que va inspirar l’emblema de tres plomes d’estruç emprats per posteriors prínceps de Gal·les.